# Пуллиское поселение

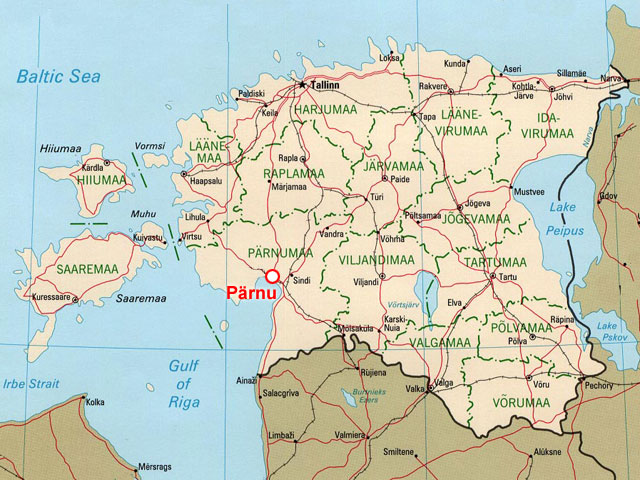
Расположение Пуллиского поселения (карта всей Эстонии)

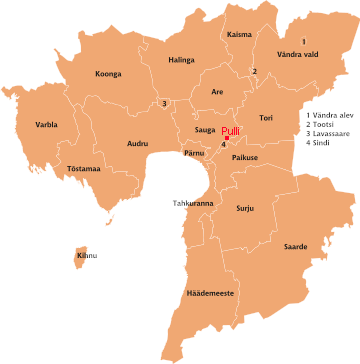
Расположение Пуллиского поселения (карта уезда Пярнумаа)

Пуллиское поселение (эст. Pulli asula) —  древнейшее в Эстонии археологическое селище. В 1967 году на правом берегу Пярну близ местечка Пулли недалеко от города Синди были обнаружены следы древней стоянки периода мезолита: осколки костей животных, остатки угля, возраст находок по разным данным примерно 9500-9600 лет до нашей эры. В ходе раскопок 1969—1974 годов были найдены изделия из кремня и кости, дававшие основание предполагать, что поселенцы относились к племенам, пришедшим с юга и основавшим кундскую культуру. Учёные утверждают, что в Пярнуском междуречье люди жили ещё за 7000 лет до н. э. Пуллиское поселение каменного века пока считается древнейшим на территории современной Эстонии.